# Vyškov (huyện)
Huyện Vyškov (tiếng Séc: Okres Vyškov) là một huyện (okres) nằm trong vùng Nam Moravia của Cộng hòa Séc. Huyện Vyškov có diện tích 889 km², dân số năm 2002 là 114061 người. Thủ phủ huyện đóng ở Vyškov. Huyện này có 81 khu tự quản.

## Các khu tự quản
Huyện Vyškov có 81 khu tự quản sau: